# Lenguas tuu
Las lenguas tuu o taa–ǃkwi (también taa–ǃui, ǃui–taa, o kwi) son una familia lingüística que incluye dos continuos geolectales diferentes. Se hablan en Botsuana y Sudáfrica. La relación entre los dos bloques si bien no es puesta en duda, es distante. El término tuu procede de la palabra para 'persona' común a ambas ramas de la familia. Numerosas lenguas diferentes de las lenguas actualmente habladas se extinguieron en tiempos recientes, por lo que solo una pequeña parte de las lenguas tuu conocidas siguen hablándose actualmente.

## Clasificación
Las lenguas tuu tradicionalmente han sido clasificadas como una rama meridional de las lenguas joisanas, sin embargo, no existe demasiada evidencia en favor de un parentesco filogenético demostrable con otras lenguas joisanas. De hecho la propia idea de que las lenguas joisanas constituyan una familia lingüística es controvertida, y debido a la falta de evidencia en favor de esa hipótesis.

### Clasificación interna
Internamente las lenguas tuu se dividen en el continuo geolecta taa y el continuo geolectal !kwi:
- Grupo taa
  - ǃXóõ (5000 hablantes, un continuo geolectal.)
  - Bajo Nossob (dos dialectos, ǀʼauni y kuǀhaasi. Extinto.)
- Grupo ǃkwi
  - Nǁng (un continuo geolectal, actualmente moribundo, con solo 10 hablantes.)
  - ǀXam (un continuo geolectal, que incluye el nǀuusaa. Extinto)
  - ǂUngkue (Extinto)
  - ǁXegwi (Extinto)

La rama !kwi de Sudáfrica está severamente amenazada con solo una lengua superviviente, el nǁng, que tiene menos de una docena de hablantes ancianos en la actualidad. En el pasado las lenguas de esta rama se extendían a lo largo de Sudáfrica, la más notoria de ellas el ǀxam es la lengua de la que procede el lema nacional ǃke eː ǀxarra ǁke 'pueblos diversos unidos'.
La rama taa sobrevive actualmente en Botsuana y tiene mejor salud, aunque solo tiene una lengua sobreviviente de las varias que se conocen, esta lengua superviviente el ǃxóõ tiene unos 4200 hablantes.
Debido a que muchas lenguas tuu se extinguieron sin estar bien documentadas, existe bastante confusión sobre si los diferentes nombres documentados representan lenguas claramente diferentes o dilectos de un número menor de lenguas.

### Relación con otras lenguas
Anteriormente se consideró las lenguas tuu incluían al idioma ǂhõã, pero esta lengua parece de hecho más bien relacionadas con las lenguas juu y debido a las dudas algunos autores prefieren dejarla como pendiente de clasificación. Existe un gran número de similitudes entre las lenguas tuu y las lenguas juu, aunque algunos lo atribuyen a los efectos de un sprachbund o área lingüística.

## Descripción lingüística
Las lenguas tuu, junto con el ǂhõã, son las únicas lenguas del todo el mundo que posee clics bilabiales como fonemas distintivos (dejando a un lado la jerga ritual extinta damin del norte de Australia). Además las lenguas tuu también poseen complejos inventarios consonánticos y vocálicos, e incluyen tono.

### Comparación léxica
Los numerales en diferentes variedades de lenguas tuu son:
| GLOSA | ǃkwi            | ǃkwi     | ǃkwi   | Taʼa | Taʼa    | PROTO- TUU-!UI |
| GLOSA | N׀u             | ǀxam     | ‖xegwi | ǃxóõ | ǀʼauni  | PROTO- TUU-!UI |
| ----- | --------------- | -------- | ------ | ---- | ------- | -------------- |
| '1'   | ǁʰoe / ǁʔoe     | ǀoai     | ǁaa    | ǂʔûã | ǂʔun    | *ǂʔuẽ          |
| '2'   | ǃʰuu / ǃʔuu     | ǃʔuu     | ǁu     | ǂnûm | (ǀam)   | *nǂwa          |
| '3'   | (nǃona / ŋǃona) | (ǃnwona) |        | ǁâe  | (nǃoma) | *ǁai           |
| '4'   | (fir)           | ǀ(k)u    |        |      |         |                |
| '5'   | (fəif)          |          |        |      |         |                |
| '6'   | (sɛs)           |          |        |      |         |                |
| '7'   | (seːvə)         |          |        |      |         |                |
| '8'   | (ax[t))         |          |        |      |         |                |
| '9'   | (ˈneːxə)        |          |        |      |         |                |
| '10'  | (tin)           |          |        |      |         |                |
Los números entre paréntesis son préstamos léxicos del afrikáans o del nàmá.